# Björkekinds, Östkinds, Lösings, Bråbo och Memmings domsaga
Björkekinds, Östkinds, Lösings, Bråbo och Memmings domsaga var en domsaga i Östergötlands län.
Domsagan bildades 1795 genom en delning av Lösings, Björkekind, Östkinds och Hammarkinds häraders domsaga, med namnet Lösings, Björkekinds och Östkinds häraders domsaga. År 1849 tillkom Bråbo härad och 1853 även Memmings härad. Domsagan upplöstes 1927 och dess verksamhet överfördes till Bråbygdens och Finspånga läns domsaga.
Domsagan lydde under Göta hovrätt och omfattade Björkekinds, Östkinds, Lösings, Bråbo och Memmings härader.

## Tingslag
- Lösings tingslag till 1874
- Björkekinds tingslag till 1874
- Östkinds tingslag till 1874
- Bråbo tingslag till 1874
- Memmings tingslag till 1874
- Björkekinds och Östkinds tingslag 1874-1903
- Lösing, Bråbo och Memmings tingslag 1874–1903
- Björkekinds, Östkinds, Lösings, Bråbo och Memmings domsagas tingslag från 1904

## Häradshövdingar
- 1795-1808 Bengt Teodor Junbeck
- 1801-1848 Gustaf Boheman
- 1848-1858 Gustaf Vilhelm Leuhusen
- 1859-1892 Carl Erik August Landegren
- 1893-1921 Lamech Petersson
- 1921-1926 Sigurd Nyrén